# Wisznudharmottarapurana
Wisznudharmottarapurana (trl. Viṣṇudharmottarapurāṇa, ang. Vishnudharmottara Purana, Purana najwyższego obowiązku religijnego (dharmy) Wisznu) – upapurana wisznuicka, podzielona na trzy księgi, której kompilacja datowana jest na lata 450–650 n.e.

## Treść
- Księga pierwsza zawiera: wisznuickie wersje opowieści o stworzeniu świata i istot, nauki astrologiczne i rytualne, hymny na cześć bogów. Mówcą jest ryszi Markandeja, a słuchaczami zgromadzenie władców z wnukiem Kryszny na czele.

- Księga druga zawiera: wyjaśnienia dharmy, kierowane do radży i jego dworu, jak i członków hinduistycznego społeczeństwa, omawia terminy: puruszatrha, warna i samskara.

- Księga trzecia zawiera trzy części:

1. objaśnienia Markandei o różnego rodzaju sztukach (rzeźbiarstwo, muzyka, taniec, malarstwo, architektura świątyń)
2. rytuały konsekracyjne wizerunków pratisztha i śluby wrata
3. o tytule Hamsagita, objaśnia wiedzę przekazaną ryszim przez Dźanardanę

## Rośliny kultowe
W tekście wzmiankowane są następujące rośliny, stanowiące atrybut w przedstawieniach postaci boga Śiwy:
- mātulinga (III.44.19, 48.11) – Citrus medica[2]
- utpala (III.44.18, 48.16) – Nymphea cyanea

## Literatura dodatkowa
- Stella Kramrisch: The Vishnudharmottara Part III: A Treatise On Indian Painting And Image-Making. Wyd. 2. Calcutta University Press, 1928. Brak numerów stron w książce